# Dharmarája Svámí
Dharmarája Svámí je hinduistický chrám v indickém Bengalúru ve státě Karnátaka.
Přesné stáří chrámu i jména jeho stavitelů jsou nejasné, archeologové odhadují, že chrám vznikl před více než 800 lety. Architektonický styl chrámu vykazuje prvky typické pro architekturu Pallavů, Západních Gangů a Vidžajanagar.